# Acianthus exsertus
Acianthus exsertus é uma espécie de orquídea terrestre pertencente à subtribo Acianthinae, originária do sudeste e leste da Austrália. É planta anual, dotada de raízes compostas quase que exclusivamente por pares de pequenos tubérculos ovoides, com caules curtos e uma única folha basal disposta horizontalmente. A inflorescência comporta pequenas flores terminais ressupinadas de cores discretas, com sépalas e pétalas livres. O labelo é simples e plano, de tamanho muito diferente dos segmentos restantes. A coluna é delicada, sem apêndices acentuados, curvada próximo do ápice, apoda, com antera terminal e quatro polínias amarelas. É a espécie-tipo de Acianthus.